# Amata mixta
Amata mixta là một loài bướm đêm thuộc phân họ Arctiinae, họ Erebidae.